# Tobias Mikkelsen
Tobias Mikkelsen (Elsinor, Dinamarca, 18 de septiembre de 1986) es un exfutbolista danés que jugaba de delantero.

## Selección nacional
Ha sido internacional con la selección de fútbol de Dinamarca en 8 ocasiones y ha marcado 1 gol. Debutó el 15 de noviembre de 2011, en un encuentro amistoso ante la selección de Finlandia que finalizó con marcador de 2-1 a favor de los daneses.

### Participaciones en Eurocopas
| Eurocopa      | Sede              | Resultado    |
| ------------- | ----------------- | ------------ |
| Eurocopa 2012 | Polonia y Ucrania | Primera fase |

## Clubes
| Club                | País      | Año       |
| ------------------- | --------- | --------- |
| Lyngby B. K.        | Dinamarca | 2004-2007 |
| Brøndby I. F.       | Dinamarca | 2007-2009 |
| F. C. Nordsjælland  | Dinamarca | 2009-2012 |
| Greuther Fürth      | Alemania  | 2012-2013 |
| Rosenborg Ballklub  | Noruega   | 2013-2015 |
| F. C. Nordsjælland  | Dinamarca | 2016-2018 |
| Brisbane Roar F. C. | Australia | 2018-2019 |
| Helsingborgs I. F.  | Suecia    | 2019      |

## Palmarés

### Campeonatos nacionales
| Título            | Club               | País      | Año     |
| ----------------- | ------------------ | --------- | ------- |
| Copa de Dinamarca | F. C. Nordsjælland | Dinamarca | 2009-10 |
| Copa de Dinamarca | F. C. Nordsjælland | Dinamarca | 2010-11 |
| SAS Ligaen        | F. C. Nordsjælland | Dinamarca | 2011-12 |